# 司馬冏
司馬 冏（しば けい、? - 永寧2年12月22日（303年1月26日））は、西晋の皇族で八王の乱の八王の一人。字は景治。父は斉王司馬攸（武帝司馬炎の同母弟であり、司馬師の猶子）。母は賈荃（建国の功臣賈充の長女で、恵帝の皇后賈南風の異母姉）。

## 人物

### 父を継ぐ
幼い頃から慈悲深い人柄で評判であり、貧窮している者へよく施しを行い、父の司馬攸と同じ風格を有していると評されていた。
父の司馬攸は中書監荀勗・侍中馮紞と対立しており、太康3年（283年）、彼らより讒言を受けて青州に出鎮を命じられ、朝廷から遠ざけられた。この時、司馬攸は病を発していたので洛陽に留まる事を望んだが、司馬炎は仮病を疑っていたので、典医を派遣して診断させた。すると、その典医らはみな荀勗らの意を受け、病ではないと嘘の報告を行ったので、司馬攸は出立を強要される事となり、赴任の途上で病死した。司馬炎が司馬攸の喪に臨むと、司馬冏はその場に勢いよく乗り込み、大声を挙げて典医らの罪を訴え、司馬炎はこれを聞き入れて典医たちを誅殺した。この一件で司馬冏は大いに称賛を受け、これにより司馬攸の後を継ぐ事が許され、斉王に封じられた。

### 賈南風を捕縛
元康年間（291年 - 299年）、散騎常侍に任じられ、左軍将軍・翊軍校尉を兼務した。当時、叔母の賈南風や賈謐・郭彰を始めとした賈氏一族が権勢を誇っており、彼女らは皇太子司馬遹を偽りの罪で殺害するなど暴虐の限りを尽くしていた。彼女らの専横により政事は腐敗し、賄賂が横行するようになった。
永康元年（300年）3月、趙王司馬倫は賈氏の誅殺を目論んでおり、司馬冏に計画を伝えて協力を持ち掛けると、司馬冏はこれに参画する事を約束した。右衛佽飛督閭和・梁王司馬肜もまたこの計画に参与した。4月3日、司馬倫は政変を決行すると、偽の詔をもって宮門を開かせた。これを受け、司馬冏は兵100人を率いて宮中へ突入した。賈南風は宮中に乱入して来た司馬冏を見ると驚き「卿は何しに来たか」と問うと、司馬冏は「詔により皇后を捕らえに参りました」と答えた。賈南風は捕縛されると司馬冏へ「変事を起こしたのはいったい誰ですか」と問うた。司馬冏は「梁王（司馬肜）と趙王（司馬倫）です」と答えた。賈皇后は後悔して「犬の首ではなく、尾を繋いでいたのか」と口にしたという。賈南風は建始殿に幽閉された後、毒酒を与えられ自殺し賈氏一族も尽く捕らえられ誅殺された。この政変の功績により、司馬冏は游撃将軍に任じられた。

### 許昌へ左遷
しかし司馬冏は游撃将軍の位しか貰えなかった事に不満を抱き、また司馬倫が国政を専断し人々を混乱させるようになると、これに強い不信感を抱いた。司馬倫の側近である孫秀はこれを察知し、司馬冏の存在を危険視して洛陽から遠ざける事を決めた。司馬冏は平東将軍に任じられて仮節を与えられると、許昌へ出鎮するよう命じられた。
永康2年（301年）1月、司馬倫は恵帝に圧力を掛けて帝位の禅譲を迫り、自ら皇帝に即位した。この時、司馬冏は許昌において強兵を擁していたので、司馬倫はこれを深く憂慮して懐柔を謀った。これにより司馬冏は鎮東大将軍に任じられ、開府儀同三司の特権を与えられた。しかし司馬冏は衆人が司馬倫の暴政に怨嗟の声を挙げている事から、密かに討伐を目論むようになった。当初はそれぞれ済陰・潁川で独自の勢力を築いていた王盛・王処穆と密かに結託して計画を進めていたが、司馬倫が配下の管襲を派遣して監視に当たらせると、計画の発覚を恐れた司馬冏は管襲に協力して両者を討伐し、その首を洛陽に送って司馬倫を安心させた。

### 決起
司馬冏は事の手筈を整え終えると、管襲を捕えて殺害し、豫州刺史何勗・龍驤将軍董艾らと共に挙兵した。同時に、成都王司馬穎・河間王司馬顒・常山王司馬乂・南中郎将・新野公司馬歆に使者を送って協力を呼びかけ、各地の将軍や州郡県国にも決起の檄文を送り「逆臣孫秀が趙王を誤らせた。共に誅討しようではないか。命に従わない者は三族を誅す」と宣言した。司馬穎はこれに応じて20万余りの大軍を率いて参戦し、司馬乂は太原内史劉暾と共に兵を率いて司馬穎の後援に回り、司馬歆もまた司馬冏を補佐した。司馬顒だけはこれに従わず、振武将軍張方を派遣して司馬倫を援護させたが、後に司馬冏と司馬穎が優勢である事を知ると、張方を撤退させて司馬冏側に寝返った。揚州刺史郗隆（郗鑒の叔父）は檄を承ったが、どちらにも加担しようとしなかったので、参軍であった王邃は郗隆を斬って首を司馬冏に送り、これに呼応した。
司馬冏は当初劣勢に立たされたが、成都王司馬穎の軍が黄橋にて司馬倫軍の孫会・士猗・許超らの軍3万を撃破すると、司馬冏はこれに乗じて攻勢に移り、司馬倫軍の閭和の軍を破った。この頃洛陽の百官・諸将は司馬倫を殺害して天下に謝罪しようと思い、その機会を窺うようになっていた。かくして4月7日、左衛将軍王輿・尚書・広陵公司馬漼が政変を起こし、司馬倫を廃位して恵帝を復位させ、永寧と改元した。司馬穎は軍を進めて洛陽に入城すると、趙驤と石超を派遣して司馬冏を援護に当たり、共に司馬倫軍の張泓らを攻めた。張泓は司馬倫の死を聞くと司馬冏に投降し、張衡・閭和・孫髦・高越は陽翟から軍を撤退させたが、司馬冏はこれらを尽く討伐するか捕縛した。また、司馬冏は襄陽郡太守宗岱に命じて孫旂を討ち、永饒冶県令空桐機を宛に派遣して孟観を捕らえて処断した。

### 朝廷の第一人者へ
6月、司馬冏は大軍を率いて洛陽に入り、上奏文をしたためて恵帝に拝謁すると、功績により大司馬に任じられ、九錫を下賜され朝政の管轄を委ねられた。散騎侍郎劉輿と冠軍将軍劉琨は司馬倫の側近であったが、司馬冏は彼らの才能を認めていたので罪を問わず、劉輿を中書郎に、劉琨を尚書左丞に任じた。また司馬冏は司馬倫の帝位簒奪に加担した中書令の陸機を処刑しようとしたが、司馬穎が助命を嘆願したため免罪とした。司馬冏に従って功績を挙げた葛旟・路秀・衛毅・劉真・韓泰はみな県公に封じられ、彼ら5人は司馬冏の腹心となって五公と呼ばれた。この時、司馬穎は自身が洛陽に留まれば司馬冏との間に軋轢が生じる事を分かっていたため、母の病を理由に鎮北大将軍としての任地であった鄴へと帰還した。
司馬冏の兄である東萊王司馬蕤は酒乱で凶暴であり、かねてより司馬冏をしばしば侮辱していた。また、司馬冏へ開府を要求したものの認められなかった事を恨み、左衛将軍王輿と共に司馬冏を倒す計画を練った。8月、司馬蕤らの計画は事前に露見し、司馬蕤は庶人に落とされ、王輿は三族と共に誅殺された。司馬蕤は上庸に移されたが、司馬冏は上庸内史陳鍾に命じて司馬蕤を暗殺した。12月、司馬冏の子である司馬冰は楽安王に、司馬英は済陽王に、司馬超は淮南王に封じられた。

### 朝政を専断
永寧2年（302年）3月、皇太孫司馬尚が亡くなった。恵帝は子の司馬遹と孫の司馬虨・司馬臧・司馬尚を立て続けに亡くしており、直系の後継者がいなかったので、恵帝の弟である司馬穎が後継ぎの有力候補になった。だが、長期に渡る専政を目論んでいた司馬冏は、まだ8歳である清河王司馬覃（恵帝の弟の司馬遐の子）を皇太子に擁立し、司馬冏は太子太師となってその養育に当たった。
司馬冏は権力を握ってからは奢侈な生活を送るようになり、酒食に溺れて入朝を行わなくなり、自らの府に百官を招いて政務を行った。皇帝の批准を仰がずに事案の決済を行い、独断で三台（尚書台・御史台・謁者台）に命を出し、官員の任用や免官も自らの判断で行った。殿中御史桓豹は上表を行ったとき、司馬冏の王府を通さなかった事で罰を受けた。また邸宅や屋敷の建築・改築も繰り返し行われ、その様相は皇宮に匹敵するほどの豪華さとなったという。また、北の五穀を売買する市場から税を徴収し、千秋門の壁を壊して西閤への道を作り、後房には鐘や楽器を懸け、前庭には八佾舞踊を隊列させた。こうした行いにより、民衆は大いに失望したといわれる。
侍中嵆紹は上書し、易経や古代の堯・舜・禹の故事を引き合いに出して司馬冏を諫めたが、司馬冏はこの意見に理解を示して自らの誤りを認めたものの、行動を改めることはなかった。また南陽の処士の鄭方も同じく「大王には五つの誤りがあります。一つ、一時の平穏に慢心して危機への備えを怠り、度を超した宴楽に耽溺しています。二つ、宗室の関係を悪化させ、骨肉の争いを招いています。三つ、蛮夷の騒乱（李特）が続いているにもかかわらず、大王は功業が成就したと過信して目を向けようともしません。四つ、先の戦乱による民衆の窮困の救済に、未だに着手していません。五つ、先の挙兵に際して功を挙げた者には賞を与えると約束したにもかかわらず、未だに論功行賞がなされておりません」と、五つの過ちを列挙して司馬冏を諫めた。しかし司馬冏は「汝がいなければ過失に気づく事は無かった」と言って反省したが、やはり行動を改めることは無かった。
主簿の王豹は司馬冏に手紙を送り「今、河間王（司馬顒）が関右を、成都王（司馬穎）が旧魏（鄴）を、新野王（司馬歆）が長江・漢水を押さえ、強兵を擁しております。しかしながら、明公は一人京都（洛陽）で大権を握っており、これは危険な状態といえます。王侯をそれぞれの封国に帰らせると共に、周代に周公と召公が天下を分割統治した事に倣い、成都王を北州伯として鄴を治めさせ、明公は自ら南州伯として宛を治めるのです。そうして黄河で天下を南北に分け、その他の諸王は北州伯と南州伯の支持を仰ぎ、協力して天子を輔けるのが最良かと存じます」と進言すると、司馬冏はこの意見に賛成した。しかしこの話を知った司馬乂が、怒って司馬冏へ「小子が骨肉を離間させようとしている。処刑するべきだ」と述べたので、司馬冏は王豹を逮捕して不忠不義の罪で鞭殺してしまった。王豹は死ぬ前に「我が死んだら首を大司馬府の門に掲げるように。斉王が討たれるのを見届けよう」と言い放った。
司馬冏の驕恣は日に日にひどくなり、志を改める事は無かった。かつての戸曹掾の孫恵も上書して「大きな名声は長く維持する事は出来ず、大きな権力は長期間握る事は出来ません。大王は既に功を成しており、身を退く事を考えるべきです。皇族を推挙し、長沙・成都二王（司馬乂と司馬穎）に大任を任せるべきです」と諫めたが、司馬冏は同意しなかったので孫恵は病を理由に辞職した。司馬冏は曹攄へ「大権を手放して封国に帰るよう勧める者がいるが、汝はどう思うか」と聞くと、曹攄は「物事は頂点に達すると危機を招くといいます。大王が高位にあって危険を考慮し、職を去ることが出来るなら最善の選択といえるでしょう」と答えたが、司馬冏は賛同しなかった。張翰・顧栄らは禍を恐れて司馬冏から離れていった。潁川の処士の庾袞も「晋室は衰え、禍が訪れるだろう」と嘆き、妻子を連れて林慮山に隠遁した。

### 敗亡
司馬顒の部下であった李含は当時洛陽に入っていたが、司馬冏の部下で過去に確執のあった皇甫商や夏侯奭らと対立したため、危害を恐れて長安に戻ると、密詔を受けたと偽って「長沙王司馬乂に司馬冏を討つよう命じれば、兵力で劣る司馬乂は必ず殺されるでしょう。そして司馬乂を滅ぼした罪を理由に司馬冏を攻め、成都王司馬穎を迎え入れて社稷を安定させれば大勲功でしょう」と司馬顒に対して勧め、司馬顒はこれに従った。司馬顒は司馬冏の罪状を上書し、自らは兵を集めて成都王司馬穎・新野王司馬歆・范陽王司馬虓と合流すると称し、先んじて司馬乂に司馬冏打倒の檄文を送った。司馬穎もまた慮志の反対を押し切って司馬顒の挙兵に呼応し、司馬歆と司馬虓もこれに呼応した。
12月、司馬顒の上書が朝廷に届くと、司馬冏は驚いて百官を集め「かつて、孫秀が反逆して司馬倫に簒奪を迫った時、社稷は傾覆し、困難を御する人は誰もいなかった。我は義兵を糾合して元凶を掃除し、臣下としての節操を取り戻させ、神明を昭らかにした。今、河間・長沙の二王（司馬乂と司馬穎）は（司馬顒の）讒言を信じ込み、大難を造ってしまった。忠臣・謀士を頼みとし、この不協を和さねばならぬ」と述べた。尚書令王戎と司空司馬越は「公の勲業は多大ですが、功績に対して賞で報いなかったので不満を招いてしまいました。二王（司馬顒と司馬穎）の勢いを抑えるのは難しく、大権を譲渡して王爵のまま私邸に帰るべきです」と進言したが、従事中郎葛旟は怒って「司馬倫の簒奪当時、天下の人々はこそこそと話し合うだけで、誰も先陣を切って反対する者はいなかった。明公は箭矢に危険を晒すのを承知で自ら甲冑を身に纏い、勇敢に突撃したので今の地位があるのだ。論功行賞が公平で無かったのは、三台や納言が政務を疎かにしているからであり、我々の責任ではない。讒言によって乱を起こした者は共に誅討すべきであり、なぜ偽の詔書のために身を退かなければならぬだろうか。このような発言をする者は斬るべきだ」と述べると、百官は色を失った。
洛陽にいた長沙王司馬乂は司馬冏討伐の兵を挙げると、百人余を率いて宮中に入り、諸門を閉じて恵帝の身柄を確保し、その後大司馬府を攻撃した。司馬乂は諸々の観閣や城門の焼き討ちを命じ、城内では矢が雨のように飛び交い、炎の勢いを前に百官は消火に励んだが、その過程で次々に命を落とした。恵帝は上東門に移ったが、御前に矢が集ったので、近臣は恵帝を矢から守った。三日間の戦いの末、司馬冏は劣勢となり、大司馬長史趙淵は何勗を殺して司馬冏を捕えると、司馬乂に投降した。司馬冏は恵帝の前に引き出され、恵帝はこれを痛ましく思って助命しようとしたが、司馬乂は近臣を叱責して司馬冏を連れ出した。司馬冏は恵帝の方を振り向いて助けを期待したが、閶闔門外で処刑された。司馬冏の首は六軍に示され、司馬冏に協力した者達は三族を誅滅され、死者は二千人を超えた。司馬冏の子である司馬超・司馬冰・司馬英は金墉城に幽閉され、司馬冏の弟である北海王司馬寔は王位を廃された。司馬冏の死体は西明亭で暴され、3日が経過しても収容する人はいなかったが、司馬冏の掾属であった荀闓らは、上表して葬儀の執り行いを乞い、許された。洛陽へ進撃していた李含らは司馬冏が死んだと聞き、長安に帰還した。

### 死後
永興元年（304年）、詔が下り、司馬冏の罪に対して受けた刑が重く、過去の勲功を埋もれさせてしまうのは忍びないとして、3人の子である司馬超・司馬冰・司馬英は許されて宮殿に戻り、司馬超は県王に封じられて司馬冏の祭祀を継ぎ、員外散騎常侍を任じられた。
光熙元年（306年）、詔が下り、司馬冏は斉王の封号を回復され、子の司馬超が爵位を継いだ。永嘉年間、懐帝は詔を下し、幾度も司馬冏の元勲を論述し、生前の官位である大司馬を追贈し、さらに侍中・仮節を加え、武閔と諡した。永嘉の乱が起こると、司馬超の兄弟はみな漢（後の前趙）の軍勢に殺され、司馬冏の後継は絶えた。

## 逸話
- 司馬冏が執政していた時、白頭公（ムクドリ）が大司馬府に入って大声で鳴き「兵が起こり、それは甲子旬より前である」と言った。司馬冏はこれを捕らえて殺した。
- 司馬冏が強盛だった頃、一人の妊婦が大司馬府を訪れ、子を産ませてもらう様求めた。官吏がこれを詰問すると、婦人は「私は子を産んで臍帯を切ったら、すぐに去ります」と述べた。識者はこれを聞いて不吉だと言った。当時、童謡で「女人は麻布の内衣を身に着けて腹を出している。喪服を揃える為である」というのがあった。直後に司馬冏は誅殺された。

- 『晋書』本紀巻1～10、列伝巻7・8・29・44・68・69による
- 太字は皇帝（追贈含む）、数字は即位順。
- 灰網掛けは八王の乱にて殺害された人物。

|                 |                 |                 |                 |                 |                 |  |  |                 |                 |                 |                 |                 |                 |  |  |                 |                 |                 |                 |                 |                 |  |  |               |               |               |               |               |               |  |  | 舞陽侯 司馬防 |               |               |               |               |               |  |  |               |               |               |               |               |               |  |  |                |                |                |                |                |                |  |  |                |                |                |                |                |                |  |  |                 |                 |                 |                 |                 |                 |  |  |               |               |               |               |               |               |  |  |  |  |  |  |  |  |  |  |  |  |  |  |  |  |  |  |  |  |  |  |  |  |  |  |  |  |  |  |  |  |  |  |  |  |  |  |  |  |  |  |  |  |  |  |  |  |  |  |
|                 |                 |                 |                 |                 |                 |  |  |                 |                 |                 |                 |                 |                 |  |  |                 |                 |                 |                 |                 |                 |  |  |               |               |               |               |               |               |  |  |               |               |               |               |               |               |  |  |               |               |               |               |               |               |  |  |                |                |                |                |                |                |  |  |                |                |                |                |                |                |  |  |                 |                 |                 |                 |                 |                 |  |  |               |               |               |               |               |               |  |  |  |  |  |  |  |  |  |  |  |  |  |  |  |  |  |  |  |  |  |  |  |  |  |  |  |  |  |  |  |  |  |  |  |  |  |  |  |  |  |  |  |  |  |  |  |  |  |  |
|                 |                 |                 |                 |                 |                 |  |  |                 |                 |                 |                 |                 |                 |  |  |                 |                 |                 |                 |                 |                 |  |  |               |               |               |               |               |               |  |  |               |               |               |               |               |               |  |  |               |               |               |               |               |               |  |  |                |                |                |                |                |                |  |  |                |                |                |                |                |                |  |  |                 |                 |                 |                 |                 |                 |  |  |               |               |               |               |               |               |  |  |  |  |  |  |  |  |  |  |  |  |  |  |  |  |  |  |  |  |  |  |  |  |  |  |  |  |  |  |  |  |  |  |  |  |  |  |  |  |  |  |  |  |  |  |  |  |  |  |
|                 |                 |                 |                 |                 |                 |  |  |                 |                 |                 |                 |                 |                 |  |  | (追)宣帝 司馬懿 | (追)宣帝 司馬懿 | (追)宣帝 司馬懿 | (追)宣帝 司馬懿 | (追)宣帝 司馬懿 | (追)宣帝 司馬懿 |  |  |               |               |               |               |               |               |  |  |               |               |               |               |               |               |  |  |               |               |               |               |               |               |  |  | 安平王 司馬孚  | 安平王 司馬孚  | 安平王 司馬孚  | 安平王 司馬孚  | 安平王 司馬孚  | 安平王 司馬孚  |  |  |                |                |                |                |                |                |  |  | 東武城侯 司馬馗 | 東武城侯 司馬馗 | 東武城侯 司馬馗 | 東武城侯 司馬馗 | 東武城侯 司馬馗 | 東武城侯 司馬馗 |  |  |               |               |               |               |               |               |  |  |  |  |  |  |  |  |  |  |  |  |  |  |  |  |  |  |  |  |  |  |  |  |  |  |  |  |  |  |  |  |  |  |  |  |  |  |  |  |  |  |  |  |  |  |  |  |  |  |
|                 |                 |                 |                 |                 |                 |  |  |                 |                 |                 |                 |                 |                 |  |  | (追)宣帝 司馬懿 | (追)宣帝 司馬懿 | (追)宣帝 司馬懿 | (追)宣帝 司馬懿 | (追)宣帝 司馬懿 | (追)宣帝 司馬懿 |  |  |               |               |               |               |               |               |  |  |               |               |               |               |               |               |  |  |               |               |               |               |               |               |  |  | 安平王 司馬孚  | 安平王 司馬孚  | 安平王 司馬孚  | 安平王 司馬孚  | 安平王 司馬孚  | 安平王 司馬孚  |  |  |                |                |                |                |                |                |  |  | 東武城侯 司馬馗 | 東武城侯 司馬馗 | 東武城侯 司馬馗 | 東武城侯 司馬馗 | 東武城侯 司馬馗 | 東武城侯 司馬馗 |  |  |               |               |               |               |               |               |  |  |  |  |  |  |  |  |  |  |  |  |  |  |  |  |  |  |  |  |  |  |  |  |  |  |  |  |  |  |  |  |  |  |  |  |  |  |  |  |  |  |  |  |  |  |  |  |  |  |
|                 |                 |                 |                 |                 |                 |  |  |                 |                 |                 |                 |                 |                 |  |  |                 |                 |                 |                 |                 |                 |  |  |               |               |               |               |               |               |  |  |               |               |               |               |               |               |  |  |               |               |               |               |               |               |  |  |                |                |                |                |                |                |  |  |                |                |                |                |                |                |  |  |                 |                 |                 |                 |                 |                 |  |  |               |               |               |               |               |               |  |  |  |  |  |  |  |  |  |  |  |  |  |  |  |  |  |  |  |  |  |  |  |  |  |  |  |  |  |  |  |  |  |  |  |  |  |  |  |  |  |  |  |  |  |  |  |  |  |  |
| (追)景帝 司馬師 | (追)景帝 司馬師 | (追)景帝 司馬師 | (追)景帝 司馬師 | (追)景帝 司馬師 | (追)景帝 司馬師 |  |  | (追)文帝 司馬昭 | (追)文帝 司馬昭 | (追)文帝 司馬昭 | (追)文帝 司馬昭 | (追)文帝 司馬昭 | (追)文帝 司馬昭 |  |  | 汝南王 司馬亮   | 汝南王 司馬亮   | 汝南王 司馬亮   | 汝南王 司馬亮   | 汝南王 司馬亮   | 汝南王 司馬亮   |  |  | 琅邪王 司馬伷 | 琅邪王 司馬伷 | 琅邪王 司馬伷 | 琅邪王 司馬伷 | 琅邪王 司馬伷 | 琅邪王 司馬伷 |  |  | 梁王 司馬肜   | 梁王 司馬肜   | 梁王 司馬肜   | 梁王 司馬肜   | 梁王 司馬肜   | 梁王 司馬肜   |  |  | 趙王 司馬倫   | 趙王 司馬倫   | 趙王 司馬倫   | 趙王 司馬倫   | 趙王 司馬倫   | 趙王 司馬倫   |  |  | 太原王 司馬瓌  | 太原王 司馬瓌  | 太原王 司馬瓌  | 太原王 司馬瓌  | 太原王 司馬瓌  | 太原王 司馬瓌  |  |  |                |                |                |                |                |                |  |  | 高密王 司馬泰   | 高密王 司馬泰   | 高密王 司馬泰   | 高密王 司馬泰   | 高密王 司馬泰   | 高密王 司馬泰   |  |  |               |               |               |               |               |               |  |  |  |  |  |  |  |  |  |  |  |  |  |  |  |  |  |  |  |  |  |  |  |  |  |  |  |  |  |  |  |  |  |  |  |  |  |  |  |  |  |  |  |  |  |  |  |  |  |  |
| (追)景帝 司馬師 | (追)景帝 司馬師 | (追)景帝 司馬師 | (追)景帝 司馬師 | (追)景帝 司馬師 | (追)景帝 司馬師 |  |  | (追)文帝 司馬昭 | (追)文帝 司馬昭 | (追)文帝 司馬昭 | (追)文帝 司馬昭 | (追)文帝 司馬昭 | (追)文帝 司馬昭 |  |  | 汝南王 司馬亮   | 汝南王 司馬亮   | 汝南王 司馬亮   | 汝南王 司馬亮   | 汝南王 司馬亮   | 汝南王 司馬亮   |  |  | 琅邪王 司馬伷 | 琅邪王 司馬伷 | 琅邪王 司馬伷 | 琅邪王 司馬伷 | 琅邪王 司馬伷 | 琅邪王 司馬伷 |  |  | 梁王 司馬肜   | 梁王 司馬肜   | 梁王 司馬肜   | 梁王 司馬肜   | 梁王 司馬肜   | 梁王 司馬肜   |  |  | 趙王 司馬倫   | 趙王 司馬倫   | 趙王 司馬倫   | 趙王 司馬倫   | 趙王 司馬倫   | 趙王 司馬倫   |  |  | 太原王 司馬瓌  | 太原王 司馬瓌  | 太原王 司馬瓌  | 太原王 司馬瓌  | 太原王 司馬瓌  | 太原王 司馬瓌  |  |  |                |                |                |                |                |                |  |  | 高密王 司馬泰   | 高密王 司馬泰   | 高密王 司馬泰   | 高密王 司馬泰   | 高密王 司馬泰   | 高密王 司馬泰   |  |  |               |               |               |               |               |               |  |  |  |  |  |  |  |  |  |  |  |  |  |  |  |  |  |  |  |  |  |  |  |  |  |  |  |  |  |  |  |  |  |  |  |  |  |  |  |  |  |  |  |  |  |  |  |  |  |  |
|                 |                 |                 |                 |                 |                 |  |  |                 |                 |                 |                 |                 |                 |  |  |                 |                 |                 |                 |                 |                 |  |  |               |               |               |               |               |               |  |  |               |               |               |               |               |               |  |  |               |               |               |               |               |               |  |  |                |                |                |                |                |                |  |  |                |                |                |                |                |                |  |  |                 |                 |                 |                 |                 |                 |  |  |               |               |               |               |               |               |  |  |  |  |  |  |  |  |  |  |  |  |  |  |  |  |  |  |  |  |  |  |  |  |  |  |  |  |  |  |  |  |  |  |  |  |  |  |  |  |  |  |  |  |  |  |  |  |  |  |
| 斉王 司馬攸     | 斉王 司馬攸     | 斉王 司馬攸     | 斉王 司馬攸     | 斉王 司馬攸     | 斉王 司馬攸     |  |  | (1)武帝 司馬炎  | (1)武帝 司馬炎  | (1)武帝 司馬炎  | (1)武帝 司馬炎  | (1)武帝 司馬炎  | (1)武帝 司馬炎  |  |  |                 |                 |                 |                 |                 |                 |  |  | 琅邪王 司馬覲 | 琅邪王 司馬覲 | 琅邪王 司馬覲 | 琅邪王 司馬覲 | 琅邪王 司馬覲 | 琅邪王 司馬覲 |  |  |               |               |               |               |               |               |  |  |               |               |               |               |               |               |  |  | 河間王 司馬顒  | 河間王 司馬顒  | 河間王 司馬顒  | 河間王 司馬顒  | 河間王 司馬顒  | 河間王 司馬顒  |  |  | 東海王 司馬越  | 東海王 司馬越  | 東海王 司馬越  | 東海王 司馬越  | 東海王 司馬越  | 東海王 司馬越  |  |  | 新蔡王 司馬騰   | 新蔡王 司馬騰   | 新蔡王 司馬騰   | 新蔡王 司馬騰   | 新蔡王 司馬騰   | 新蔡王 司馬騰   |  |  | 南陽王 司馬模 | 南陽王 司馬模 | 南陽王 司馬模 | 南陽王 司馬模 | 南陽王 司馬模 | 南陽王 司馬模 |  |  |  |  |  |  |  |  |  |  |  |  |  |  |  |  |  |  |  |  |  |  |  |  |  |  |  |  |  |  |  |  |  |  |  |  |  |  |  |  |  |  |  |  |  |  |  |  |  |  |
| 斉王 司馬攸     | 斉王 司馬攸     | 斉王 司馬攸     | 斉王 司馬攸     | 斉王 司馬攸     | 斉王 司馬攸     |  |  | (1)武帝 司馬炎  | (1)武帝 司馬炎  | (1)武帝 司馬炎  | (1)武帝 司馬炎  | (1)武帝 司馬炎  | (1)武帝 司馬炎  |  |  |                 |                 |                 |                 |                 |                 |  |  | 琅邪王 司馬覲 | 琅邪王 司馬覲 | 琅邪王 司馬覲 | 琅邪王 司馬覲 | 琅邪王 司馬覲 | 琅邪王 司馬覲 |  |  |               |               |               |               |               |               |  |  |               |               |               |               |               |               |  |  | 河間王 司馬顒  | 河間王 司馬顒  | 河間王 司馬顒  | 河間王 司馬顒  | 河間王 司馬顒  | 河間王 司馬顒  |  |  | 東海王 司馬越  | 東海王 司馬越  | 東海王 司馬越  | 東海王 司馬越  | 東海王 司馬越  | 東海王 司馬越  |  |  | 新蔡王 司馬騰   | 新蔡王 司馬騰   | 新蔡王 司馬騰   | 新蔡王 司馬騰   | 新蔡王 司馬騰   | 新蔡王 司馬騰   |  |  | 南陽王 司馬模 | 南陽王 司馬模 | 南陽王 司馬模 | 南陽王 司馬模 | 南陽王 司馬模 | 南陽王 司馬模 |  |  |  |  |  |  |  |  |  |  |  |  |  |  |  |  |  |  |  |  |  |  |  |  |  |  |  |  |  |  |  |  |  |  |  |  |  |  |  |  |  |  |  |  |  |  |  |  |  |  |
|                 |                 |                 |                 |                 |                 |  |  |                 |                 |                 |                 |                 |                 |  |  |                 |                 |                 |                 |                 |                 |  |  |               |               |               |               |               |               |  |  |               |               |               |               |               |               |  |  |               |               |               |               |               |               |  |  |                |                |                |                |                |                |  |  |                |                |                |                |                |                |  |  |                 |                 |                 |                 |                 |                 |  |  |               |               |               |               |               |               |  |  |  |  |  |  |  |  |  |  |  |  |  |  |  |  |  |  |  |  |  |  |  |  |  |  |  |  |  |  |  |  |  |  |  |  |  |  |  |  |  |  |  |  |  |  |  |  |  |  |
| 斉王 司馬冏     | 斉王 司馬冏     | 斉王 司馬冏     | 斉王 司馬冏     | 斉王 司馬冏     | 斉王 司馬冏     |  |  | (2)恵帝 司馬衷  | (2)恵帝 司馬衷  | (2)恵帝 司馬衷  | (2)恵帝 司馬衷  | (2)恵帝 司馬衷  | (2)恵帝 司馬衷  |  |  | 楚王 司馬瑋     | 楚王 司馬瑋     | 楚王 司馬瑋     | 楚王 司馬瑋     | 楚王 司馬瑋     | 楚王 司馬瑋     |  |  | 淮南王 司馬允 | 淮南王 司馬允 | 淮南王 司馬允 | 淮南王 司馬允 | 淮南王 司馬允 | 淮南王 司馬允 |  |  | 長沙王 司馬乂 | 長沙王 司馬乂 | 長沙王 司馬乂 | 長沙王 司馬乂 | 長沙王 司馬乂 | 長沙王 司馬乂 |  |  | 成都王 司馬穎 | 成都王 司馬穎 | 成都王 司馬穎 | 成都王 司馬穎 | 成都王 司馬穎 | 成都王 司馬穎 |  |  | (3)懐帝 司馬熾 | (3)懐帝 司馬熾 | (3)懐帝 司馬熾 | (3)懐帝 司馬熾 | (3)懐帝 司馬熾 | (3)懐帝 司馬熾 |  |  | 呉王 司馬晏    | 呉王 司馬晏    | 呉王 司馬晏    | 呉王 司馬晏    | 呉王 司馬晏    | 呉王 司馬晏    |  |  |                 |                 |                 |                 |                 |                 |  |  | 南陽王 司馬保 | 南陽王 司馬保 | 南陽王 司馬保 | 南陽王 司馬保 | 南陽王 司馬保 | 南陽王 司馬保 |  |  |  |  |  |  |  |  |  |  |  |  |  |  |  |  |  |  |  |  |  |  |  |  |  |  |  |  |  |  |  |  |  |  |  |  |  |  |  |  |  |  |  |  |  |  |  |  |  |  |
| 斉王 司馬冏     | 斉王 司馬冏     | 斉王 司馬冏     | 斉王 司馬冏     | 斉王 司馬冏     | 斉王 司馬冏     |  |  | (2)恵帝 司馬衷  | (2)恵帝 司馬衷  | (2)恵帝 司馬衷  | (2)恵帝 司馬衷  | (2)恵帝 司馬衷  | (2)恵帝 司馬衷  |  |  | 楚王 司馬瑋     | 楚王 司馬瑋     | 楚王 司馬瑋     | 楚王 司馬瑋     | 楚王 司馬瑋     | 楚王 司馬瑋     |  |  | 淮南王 司馬允 | 淮南王 司馬允 | 淮南王 司馬允 | 淮南王 司馬允 | 淮南王 司馬允 | 淮南王 司馬允 |  |  | 長沙王 司馬乂 | 長沙王 司馬乂 | 長沙王 司馬乂 | 長沙王 司馬乂 | 長沙王 司馬乂 | 長沙王 司馬乂 |  |  | 成都王 司馬穎 | 成都王 司馬穎 | 成都王 司馬穎 | 成都王 司馬穎 | 成都王 司馬穎 | 成都王 司馬穎 |  |  | (3)懐帝 司馬熾 | (3)懐帝 司馬熾 | (3)懐帝 司馬熾 | (3)懐帝 司馬熾 | (3)懐帝 司馬熾 | (3)懐帝 司馬熾 |  |  | 呉王 司馬晏    | 呉王 司馬晏    | 呉王 司馬晏    | 呉王 司馬晏    | 呉王 司馬晏    | 呉王 司馬晏    |  |  |                 |                 |                 |                 |                 |                 |  |  | 南陽王 司馬保 | 南陽王 司馬保 | 南陽王 司馬保 | 南陽王 司馬保 | 南陽王 司馬保 | 南陽王 司馬保 |  |  |  |  |  |  |  |  |  |  |  |  |  |  |  |  |  |  |  |  |  |  |  |  |  |  |  |  |  |  |  |  |  |  |  |  |  |  |  |  |  |  |  |  |  |  |  |  |  |  |
|                 |                 |                 |                 |                 |                 |  |  | 愍懐太子 司馬遹 | 愍懐太子 司馬遹 | 愍懐太子 司馬遹 | 愍懐太子 司馬遹 | 愍懐太子 司馬遹 | 愍懐太子 司馬遹 |  |  |                 |                 |                 |                 |                 |                 |  |  |               |               |               |               |               |               |  |  |               |               |               |               |               |               |  |  |               |               |               |               |               |               |  |  |                |                |                |                |                |                |  |  | (4)愍帝 司馬鄴 | (4)愍帝 司馬鄴 | (4)愍帝 司馬鄴 | (4)愍帝 司馬鄴 | (4)愍帝 司馬鄴 | (4)愍帝 司馬鄴 |  |  |                 |                 |                 |                 |                 |                 |  |  |               |               |               |               |               |               |  |  |  |  |  |  |  |  |  |  |  |  |  |  |  |  |  |  |  |  |  |  |  |  |  |  |  |  |  |  |  |  |  |  |  |  |  |  |  |  |  |  |  |  |  |  |  |  |  |  |